# Liseleje (Danimarca)
Liseleje  è un centro abitato della Danimarca situato nella regione di Hovedstaden e appartenente al comune di Halsnæs. Si trova al nord dell'isola di Selandia, confina a nord con il Mar Baltico e ad ovest affaccia sul fiordo di Roskilde. 
Il villaggio di pescatori fu fondato nel 1748 dall'industriale e generale Johan Frederik Classen, il nome proviene probabilmente da quello della moglie, Elisabeth detta Lise. allo scopo di rifornire di pesce la vicina località di Frederiksværk in cui Classen aveva fondato una fabbrica di armi. 

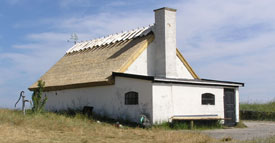
La ghiacciaia usata dai pescatori

Nel 1901 venne costruita la ghiacciaia (Ishuset) per conservare il pesce. Non venne mai costruito un vero e proprio porto, l'attività della pesca cessò nel 1950, già  partire dagli anni 1930 divenne un luogo di villeggiatura, con numerose secondo case e cottage appartenenti spesso ad abitanti della capitale danese che dista circa 70 chilometri.

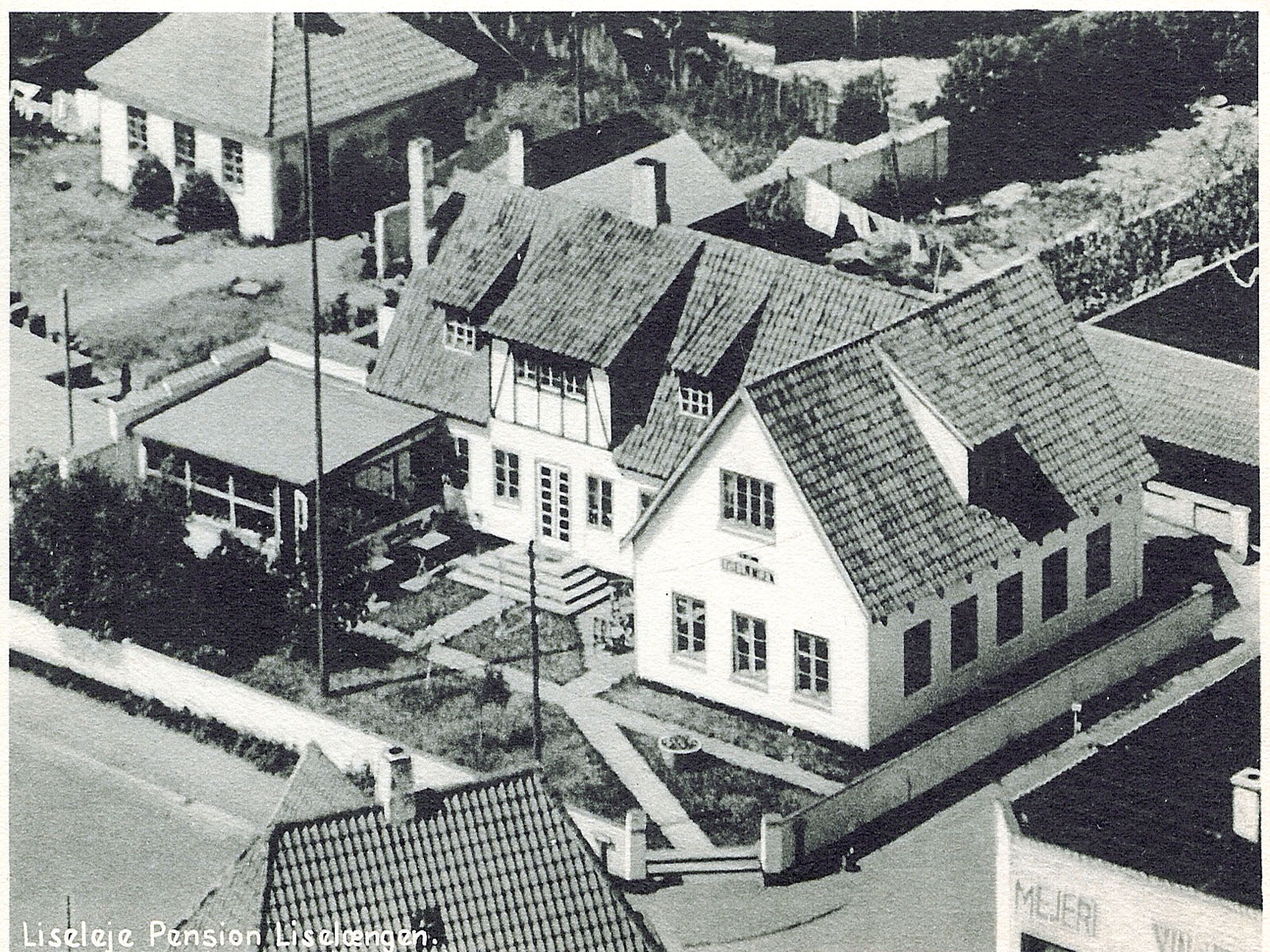
Una pensione per villeggianti, foto d'epoca